# Alexandra Lucci
Alexandra Lucci é uma cantora francesa.
Uma das suas canções é utilizada como trilha sonora na telenovela O Destino de Lisa.